# Terremoto di Sagaing del 2025
Il terremoto di Sagaing del 2025 è stato un evento sismico occorso in Birmania il 28 marzo 2025 dieci minuti prima delle 13:00 (UTC+6:30). La scossa principale ha fatto registrare una magnitudo 7,7 ed è stata avvertita in maniera prominente in buona parte del sud-est asiatico, causando ingenti danni in tutto il paese, in Thailandia e nella Cina meridionale.
Il sisma, generatosi a 10 km di profondità vicino alla città di Mandalay, è risultato il terremoto più forte registrato in Birmania dal sisma di Maymyo del 1912 (magnitudo 8,0) e anche quello più letale in termini di perdite umane dal terremoto di Bago del 1930 (quasi 7 000 vittime).

## Il sisma
Il terremoto ha colpito nel primo pomeriggio di venerdì 28 marzo 2025 alle ore 12:50:54 (UTC+6:30), con una magnitudo 7,7 ed epicentro localizzato a 10 km di profondità nell'area del vecchio lago Yay Hkar Inn, che si trova a circa 18 km di distanza da Mandalay, al confine tra le regioni di Sagaing e Mandalay.